# Srednji Bušević (Federacja Bośni i Hercegowiny)
Srednji Bušević – wieś w Bośni i Hercegowinie, w Federacji Bośni i Hercegowiny, w kantonie uńsko-sańskim, w gminie Bosanska Krupa. W 2013 roku pozostawała niezamieszkana.